# 공군미사일방어사령부
공군미사일방어사령부(空軍미사일防禦司令部, 영어: ROK Air Force Air & Missile Defense Command)는 대한민국 공군의 방공, 미사일 방어 작전을 수행하는 기능 사령부이다. 전국 각지에 영공 방위를 위하여 방공포대가 배치되어 있다.

## 역사
1955년 5월 12일, 제1고사포병여단이 창설됨으로써 방공포병 역사가 시작되었다.
1966년 6월 14일, 부대 명칭이 제1고사포병여단에서 제1방공포병여단으로 개명되었다.
1972년 12월 1일, 제2방공포병여단이 창설되고, 방공포병사령부로 확대 및 개편되었다.
1986년 12월 1일, 제3방공포병여단이 창설되었다.
1991년 7월 1일, 육군에서 공군으로 사령부와 모든 방공포병 부대가 전군되었다.
2006년, 나이키 미사일의 노후화에 따라 국방부는 북한의 위협에 대비해 100억원의 자금으로 SAM-X 사업을 추진했다. 독일에서 사용하던 MIM-104 패트리어트를 도입하기로 결정하였다.
2008년 11월 28일, 도입한 패트리어트 미사일의 인수를 공군방공포병학교에서 마쳤다. 추가로 2개 대대를 창설할 수 있는 수량을 도입하는 계획에 대한 기획을 시작하였고 2010년 전력화되었다.
2013년 6월 11일, 운용하는 무기 체계가 대포에서 지대공 미사일로 바뀌면서 방공유도탄사령부로 명칭이 변경되었다.
2017년 11월 2일, 방공유도탄사령부 주관으로 개최한 2017년 방공유도탄 사격대회에서 천궁 미사일의 최초 실사격을 진행했다. 1966년부터 열린 방공유도탄 사격대회는 현재도 매년 가을에 개최되고 있다.
2022년 4월 1월, 국방개혁 2.0 기본계획에 따라 육군미사일전략사령부와 같이 공군방공유도탄사령부에서 공군미사일방어사령부로 개편되었다.

## 편성
- 본부 - 경기도 평택시 오산 공군기지
- 제1미사일방어여단 - 대구광역시 수성구
- 제2미사일방어여단 - 충청남도 천안시
- 제3미사일방어여단 - 서울특별시 금천구
- 미사일우주감시대대
- 사격지원대

## 장비
- 대공포
  - KM167A3
- 미사일
  - 저고도/휴대용
    - 신궁
    - 미스트랄

  - 중고도
    - 천궁

  - 고고도
    - MIM-104 패트리어트
    - L-SAM (개발 중)
- 레이더
  - 그린파인 레이더

과거 운용 장비

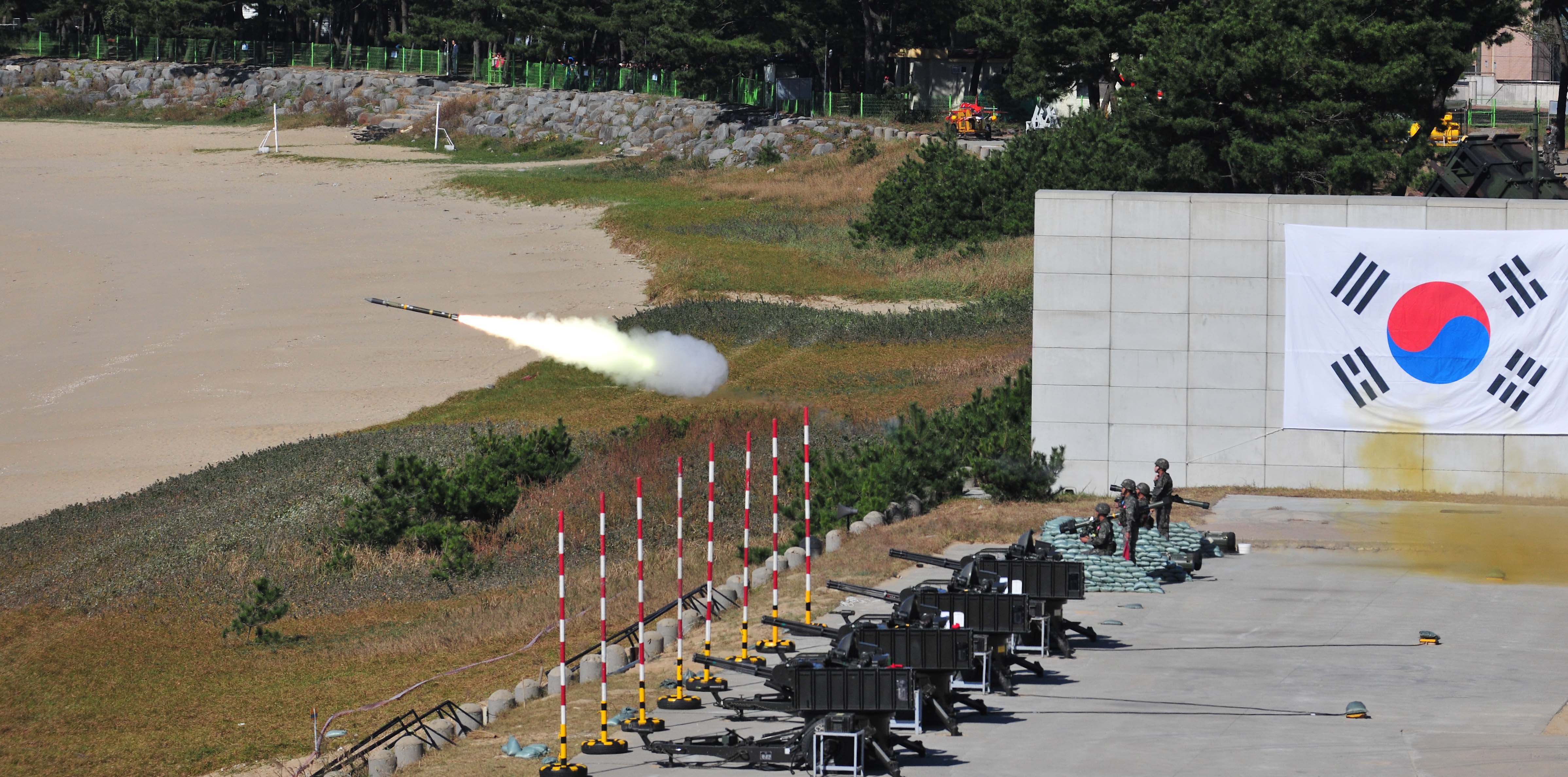
2013년 방공유도탄 사격대회의 발칸포와 발사되는 미스트랄

- MIM-14 나이키 허큘리스 - 2014년 퇴역
- MIM-23 호크 - 2021년 퇴역

## 계보
- 1972년 12월 1일, 육군방공포병사령부
Army Air Defense Artillery Command
- 1991년 7월 1일, 공군방공포병사령부
Air Force Air Defense Artillery Command
공군으로 전군.
- 2013년 6월 11일, 공군방공유도탄사령부
Air Force Air Defense Missile Command
- 2022년 4월 1일, 공군미사일방어사령부

## 같이 보기
- 공군방공포병학교
- 공군방공관제사령부
- 제94육군방공미사일방어사령부

## 참조
- 공군방공유도탄사령부령